# 장명갑
장명갑(1974년 11월 11일 ~ )은 대한민국의 배우이다.

## 학력
- 부경대학교 공업화학과 학사

## 출연작

### 영화
- 《교섭》 (2023년) - 국정원장 역
- 《하로동선》 (2022년) - 두혁 역
- 《담보》 (2020년) - 병섭(승이 부) 역
- 《죽지 않는 인간들의 밤》 (2020년) - 요원 A 역
- 《장사리: 잊혀진 영웅들》 (2019년) - 조치원호 선장 역
- 《로마서 8:37》 (2017년) - 노 회장 역
- 《희생부활자》 (2017년) - 경찰간부 역
- 《눈발》 (2017년) - 양상만 역
- 《더 킹》 (2017년) - 엄현기 역
- 《그놈이다》 (2015년) - 차선남편 역
- 《극비수사》 (2015년) - 유상순 역
- 《못》 (2014년) - 현명 아빠 역
- 《방황하는 칼날》 (2014년) - 감식반 역
- 《백프로》 (2014년) - 쌍디 아버지 역
- 《전국노래자랑》 (2013년) - 부서장 1 역
- 《아부의 왕》 (2012년) - 이사 역
- 《퀵》 (2011년) - 기관사 역
- 《작은 연못》 (2010년) - 피난민들 역
- 《해운대》 (2009년) - 우성 역
- 《어떤 개인 날》 (2009년) - 명갑 역
- 《고양이가 있었다》 (2008년)
- 《옥분씨네 화목한 가족》 (2007년)
- 《황진이》 (2007년) - 윤승지댁 하인 역
- 《사생결단》 (2006년) - 횟집 주방장 역
- 《연애》 (2005년) - 단란주점 남자 역

### 드라마
- 《형사록》 (디즈니+, 2022년) - 신 사장 역
- 《청일전자 미쓰리》 (tvN, 2019년)
- 《위대한 쇼》 (tvN, 2019년)
- 《백일의 낭군님》 (tvN, 2018년) - 왕학사 역
- 《드라마 스테이지 - 마지막 식사를 만드는 여자》 (tvN, 2018년) - 죄수 역
- 《나쁜 녀석들 : 악의 도시》 (OCN, 2017년) - 경찰서장 역
- 《38사기동대》 (OCN, 2016년) - 김규식 역
- 《엄마》 (MBC, 2015년)
- 《어울림》 (대교어린이TV, 2015년)
- 《여자를 울려》 (MBC, 2015년)
- 《구여친클럽》 (tvN, 2015년)
- 《위대한 이야기 - 영자의 전성시대》 (TV조선 & tvN, 2015년)
- 《제왕의 딸 수백향》 (MBC, 2013년) - 모백 역
- 《골든타임》 (MBC, 2012년) - 오현이 아빠 역
- 《친구, 우리들의 전설》 (MBC, 2009년) - 모인수 역
- 《역사스페셜 - 조광조, 그의 개혁을 실패했나》 (KBS1, 2006년) - 조광조 역